# Штефенешть (Флорештський район)
Штефенешть (рум. Ștefănești) — село у Флорештському районі Молдови. Адміністративний центр однойменної комуни, до складу якої також входить село Проденештій-Векі.

## Населення
За даними перепису населення 2004 року у селі проживали 2224 особи.
Національний склад населення села:
| Національність   | Кількість осіб | Відсоток   |
| ---------------- | -------------- | ---------- |
| молдавани румуни | 2164 36        | 97,3% 1,6% |
| українці         | 13             | 0,6%       |
| росіяни          | 11             | 0,5%       |
| Всього           | 2224           | 100%       |